# Jorge Navarro
Jorge Navarro Sánchez (La Pobla de Vallbona, Comunidad Valenciana, 3 de febrero de 1996) es un piloto de motociclismo español que participa en el Campeonato Mundial de Moto2 con el equipo Klint Forward Factory Team. En 2015 terminó el campeonato mundial en el 7.º puesto, al conseguir dos segundos puestos y dos terceros puestos. En 2016 finalizó el campeonato mundial en el 3.º puesto, consiguiendo dos victorias y cinco podios.

## Biografía
Navarro debutó en el Campeonato Mundial de Moto3 en 2012, en el Gran Premio de Aragón, donde corrió como wild card. Tuvo que retirarse de la carrera después de caerse en la primera vuelta.
En 2013 pasó al equipo MIR Racing donde terminó sexto en el Campeonato de España de Velocidad, consiguiendó dos segundos puestos en Aragón y en la carrera 2 de Albacete. También participó en el Campeonato Mundial de Moto3, consiguiendo dos wild card para participar en los Grandes Premios de España y de la Comunidad Valenciana, concluyendo respectivamente con una retirada por caída en España y en el 22.º puesto en Valencia.
En 2014 participó nuevamente en el Campeonato de España de Velocidad (CEV), terminando segundo en la clasificación general detrás de Fabio Quartararo, consiguiendó varios podios y ganando la carrera de Albacete. En el mismo año participó en el Campeonato Mundial de Moto3, reemplazando a Livio Loi en el Marc VDS Racing Team a partir del Gran Premio de Indianápolis, terminó en los puntos en cuatro carreras de las nueve que disputó, con dos 12.º puestos en Australia y Malasia como mejores resultados.

## Resultados

### CEV Moto3
| Temp. | Moto       | 1       | 2       | 3     | 4      | 5       | 6     | 7     | 8     | 9     | 10     | 11      | Pos. | Pts. |
| ----- | ---------- | ------- | ------- | ----- | ------ | ------- | ----- | ----- | ----- | ----- | ------ | ------- | ---- | ---- |
| 2012  | Honda      | JER 11  | NAV Ret | ARA 8 | CAT 10 | ALB Ret | ALB 7 | VAL 8 |       |       |        |         | 12.º | 36   |
| 2013  | MIR Racing | CAT Ret | CAT Ret | ARA 2 | ALB 4  | ALB 2   | NAV 4 | VAL 7 | VAL 5 | JER 5 |        |         | 6.º  | 97   |
| 2014  | Ioda       | JER 4   | JER 5   | LMS 4 | ARA 2  | CAT 2   | CAT 3 | ALB 1 | NAV 2 | ALG   | VAL 32 | VAL Ret | 2.°  | 138  |

### Campeonato Mundial de Supersport

#### Por temporada
| Temp. | Moto               | Equipo                   | N.º   | Carreras | Victorias | Podios | Poles | V.Rap. | Pos. | Pts. |
| ----- | ------------------ | ------------------------ | ----- | -------- | --------- | ------ | ----- | ------ | ---- | ---- |
| 2023  | Yamaha YZF-R6      | Ten Kate Racing Yamaha   | 9     | 24       | 0         | 1      | 0     | 0      | 7.°  | 163  |
| 2024  | Ducati Panigale V2 | Orelac Racing Verdnatura | 9     | 24       | 0         | 2      | 0     | 1      | 6.°  | 192  |
| Total | Total              | Total                    | Total | 48       | 0         | 3      | 0     | 1      | 355  |      |

#### Carreras por año
(Carreras en negrita indica pole position, carreras en cursiva indica vuelta rápida)
| Año  | Moto   | 1     | 1      | 2      | 2     | 3      | 3      | 4     | 4     | 5     | 5      | 6      | 6      | 7       | 7      | 8     | 8       | 9       | 9     | 10    | 10    | 11     | 11    | 12      | 12     | Pos. | Pts. |
| Año  | Moto   | R1    | R2     | R1     | R2    | R1     | R2     | R1    | R2    | R1    | R2     | R1     | R2     | R1      | R2     | R1    | R2      | R1      | R2    | R1    | R2    | R1     | R2    | R1      | R2     | Pos. | Pts. |
| ---- | ------ | ----- | ------ | ------ | ----- | ------ | ------ | ----- | ----- | ----- | ------ | ------ | ------ | ------- | ------ | ----- | ------- | ------- | ----- | ----- | ----- | ------ | ----- | ------- | ------ | ---- | ---- |
| 2023 | Yamaha | AUS 9 | AUS 6  | INA 12 | INA 8 | NED 10 | NED 7  | BAR 7 | BAR 9 | MIS 8 | MIS 18 | GBR 12 | GBR 11 | ITA Ret | ITA 6  | CZE 9 | CZE Ret | FRA Ret | FRA 9 | ARA 7 | ARA 6 | POR 3  | POR 7 | SPA 4   | SPA 11 | 7.º  | 163  |
| 2024 | Ducati | AUS 7 | AUS 12 | BAR 7  | BAR 7 | NED 7  | NED 11 | MIS 5 | MIS 5 | GBR 4 | GBR 3  | CZE 18 | CZE 5  | POR 4   | POR 25 | FRA 8 | FRA 5   | ITA Ret | ITA 7 | ARA 5 | ARA 3 | EST 22 | EST 9 | SPA Ret | SPA 6  | 6.°  | 192  |

### Campeonato del Mundo de Motociclismo
Sistema de puntuación de 1993 hasta 2022:
| Posición | 1.º | 2.º | 3.º | 4.º | 5.º | 6.º | 7.º | 8.º | 9.º | 10.º | 11.º | 12.º | 13.º | 14.º | 15.º |
| Puntos   | 25  | 20  | 16  | 13  | 11  | 10  | 9   | 8   | 7   | 6    | 5    | 4    | 3    | 2    | 1    |

Sistema de puntuación desde 2023 en adelante:
| Posición       | 1.º | 2.º | 3.º | 4.º | 5.º | 6.º | 7.º | 8.º | 9.º | 10.º | 11.º | 12.º | 13.º | 14.º | 15.º |
| Puntos         | 25  | 20  | 16  | 13  | 11  | 10  | 9   | 8   | 7   | 6    | 5    | 4    | 3    | 2    | 1    |
| Carrera sprint | 12  | 9   | 7   | 6   | 5   | 4   | 3   | 2   | 1   |      |      |      |      |      |      |

#### Por categoría
| Cat.  | Temporada       | 1.º Gran Premio | 1.º Podio       | 1.º Victoria    | Carreras | Victorias | Podios | Poles | V.Ráp. | Pts | CM |
| ----- | --------------- | --------------- | --------------- | --------------- | -------- | --------- | ------ | ----- | ------ | --- | -- |
| Moto3 | 2012–2016       | Aragón 2012     | Aragón 2015     | Cataluña 2016   | 46       | 2         | 9      | 1     | 1      | 318 | 0  |
| Moto2 | 2017–2022       | Catar 2017      | Américas 2019   |                 | 128      | 0         | 10     | 4     | 3      | 597 | 0  |
| Total | 2012–2022, 2024 | 2012–2022, 2024 | 2012–2022, 2024 | 2012–2022, 2024 | 174      | 2         | 19     | 5     | 4      | 915 | 0  |

#### Por temporada
| Temp. | Cat.  | Moto       | Equipo                     | Carreras | Victorias | Podios | Poles | V.Ráp. | Pts. | Pos. |
| ----- | ----- | ---------- | -------------------------- | -------- | --------- | ------ | ----- | ------ | ---- | ---- |
| 2012  | Moto3 | Honda      | Bradol Larresport          | 1        | 0         | 0      | 0     | 0      | 0    | NC   |
| 2013  | Moto3 | MIR Racing | Cuna de Campeones          | 2        | 0         | 0      | 0     | 0      | 0    | NC   |
| 2013  | Moto3 | MIR Honda  | Cuna de Campeones          | 2        | 0         | 0      | 0     | 0      | 0    | NC   |
| 2014  | Moto3 | Kalex KTM  | Marc VDS Racing Team       | 9        | 0         | 0      | 0     | 0      | 11   | 23.º |
| 2015  | Moto3 | Honda      | Estrella Galicia 0,0       | 17       | 0         | 4      | 1     | 1      | 157  | 7.º  |
| 2016  | Moto3 | Honda      | Estrella Galicia 0,0       | 17       | 2         | 5      | 0     | 0      | 150  | 3.º  |
| 2017  | Moto2 | Kalex      | Federal Oil Gresini Moto2  | 17       | 0         | 0      | 0     | 0      | 60   | 14.º |
| 2018  | Moto2 | Kalex      | Federal Oil Gresini Moto2  | 18       | 0         | 0      | 0     | 0      | 58   | 13.º |
| 2019  | Moto2 | Boscoscuro | Speed Up Racing            | 19       | 0         | 8      | 4     | 2      | 226  | 4.º  |
| 2020  | Moto2 | Boscoscuro | Speed Up Racing            | 15       | 0         | 0      | 0     | 0      | 58   | 17.º |
| 2021  | Moto2 | Boscoscuro | Speed Up Racing            | 18       | 0         | 1      | 0     | 1      | 106  | 9.º  |
| 2022  | Moto2 | Kalex      | Flexbox HP40               | 18       | 0         | 1      | 0     | 0      | 83   | 14.º |
| 2024  | Moto2 | Forward    | Klint Forward Factory Team | 5        | 0         | 0      | 0     | 0      | 6    | 25.º |
| 2025  | Moto2 | Forward    | Klint Forward Factory Team |          |           |        |       |        | *    | *    |
| Total | Total | Total      | Total                      | 174      | 2         | 19     | 5     | 4      | 915  |      |

- * Temporada en curso.

#### Carreras por año
| Año  | Cat.  | Moto       | 1       | 2       | 3       | 4      | 5       | 6       | 7       | 8       | 9       | 10      | 11      | 12      | 13      | 14      | 15      | 16      | 17      | 18      | 19      | 20      | 21  | 22  | Pos. | Pts. |
| ---- | ----- | ---------- | ------- | ------- | ------- | ------ | ------- | ------- | ------- | ------- | ------- | ------- | ------- | ------- | ------- | ------- | ------- | ------- | ------- | ------- | ------- | ------- | --- | --- | ---- | ---- |
| 2012 | Moto3 | Honda      | QAT     | SPA     | POR     | FRA    | CAT     | GBR     | NED     | GER     | ITA     | IND     | CZE     | SMR     | ARA Ret | JPN     | MAL     | AUS     | VAL     |         |         |         |     |     | NC   | 0    |
| 2013 | Moto3 | MIR Racing | QAT     | AME     | SPA Ret | FRA    | ITA     | CAT     | NED     | GER     | IND     | CZE     | GBR     | SMR     | ARA     | MAL     | AUS     | JPN     | VAL 22  |         |         |         |     |     | NC   | 0    |
| 2014 | Moto3 | Kalex KTM  | QAT     | AME     | ARG     | SPA    | FRA     | ITA     | CAT     | NED     | GER     | IND 14  | CZE Ret | GBR 27  | SMR 15  | ARA Ret | JPN Ret | AUS 12  | MAL 12  | VAL Ret |         |         |     |     | 23.º | 11   |
| 2015 | Moto3 | Honda      | QAT 12  | AME Ret | ARG Ret | SPA 8  | FRA 5   | ITA 7   | CAT 6   | NED 4   | GER 6   | IND 9   | CZE 5   | GBR Ret | SMR DNS | ARA 2   | JPN 3   | AUS 4   | MAL 3   | VAL 2   |         |         |     |     | 7.º  | 157  |
| 2016 | Moto3 | Honda      | QAT 7   | ARG 2   | AME 2   | SPA 4  | FRA 3   | ITA Ret | CAT 1   | NED DNS | GER 7   | AUT Ret | CZE 10  | GBR Ret | SMR Ret | ARA 1   | JPN Ret | AUS Ret | MAL Ret | VAL 9   |         |         |     |     | 3.º  | 150  |
| 2017 | Moto2 | Kalex      | QAT Ret | ARG 15  | AME 15  | SPA 12 | FRA Ret | ITA 9   | CAT 6   | NED 15  | GER 6   | CZE 11  | AUT 8   | GBR 13  | RSM Ret | ARA 6   | JPN 28  | AUS Ret | MAL     | VAL Ret |         |         |     |     | 14.º | 60   |
| 2018 | Moto2 | Kalex      | QAT 10  | ARG Ret | AME 8   | SPA 17 | FRA Ret | ITA Ret | CAT Ret | NED 13  | GER 10  | CZE 8   | AUT 5   | GBR C   | RSM 9   | ARA 10  | THA 17  | JPN Ret | AUS Ret | MAL 13  | VAL Ret |         |     |     | 13.º | 58   |
| 2019 | Moto2 | Speed Up   | QAT Ret | ARG 8   | AME 3   | SPA 2  | FRA 2   | ITA 7   | CAT 3   | NED Ret | GER 8   | CZE 4   | AUT 3   | GBR 2   | RSM 7   | ARA 2   | THA 17  | JPN 5   | AUS 4   | MAL 5   | VAL 3   |         |     |     | 4.º  | 226  |
| 2020 | Moto2 | Speed Up   | QAT 6   | SPA Ret | AND Ret | CZE 7  | AUT Ret | EST Ret | RSM Ret | ERM 7   | CAT 4   | FRA Ret | ARA 27  | TER 5   | EUR 10  | VAL Ret | POR Ret |         |         |         |         |         |     |     | 17.º | 58   |
| 2021 | Moto2 | Boscoscuro | QAT 10  | DOH 13  | POR 22  | SPA 12 | FRA 10  | ITA Ret | CAT 11  | GER 7   | NED 7   | EST 20  | AUT Ret | GBR 3   | ARA 4   | RSM 13  | AME 12  | ERM 5   | ALG 7   | VAL 8   |         |         |     |     | 9.º  | 106  |
| 2022 | Moto2 | Kalex      | QAT 7   | INA 13  | ARG Ret | AME 5  | POR 3   | SPA 10  | FRA 9   | ITA 12  | CAT 14  | GER Ret | NED 12  | GBR 8   | AUT 11  | RSM Ret | ARA 8   | JPN Ret | THA 20  | AUS Ret | MAL     | VAL     |     |     | 14.º | 83   |
| 2024 | Moto2 | Forward    | QAT     | POR     | AME     | SPA 18 | FRA 20  | CAT 10  | ITA     | NED     | GER     | GBR 18  | AUT Ret | ARA     | RSM     | ERM     | INA     | JPN     | AUS     | THA 15  | MAL 2   | SLD Ret |     |     | 23.º | 27   |
| 2025 | Moto2 | Forward    | THA 27  | ARG 21  | AME 18  | QAT 25 | SPA 21  | FRA Ret | GBR 15  | ARA 23  | ITA Ret | NED Ret | GER 14  | CZE 22  | AUT     | HUN     | CAT     | RSM     | JPN     | INA     | AUS     | MAL     | POR | VAL | 27.º | 3    |

| Color     | Resultado                                                               |
| --------- | ----------------------------------------------------------------------- |
| Oro       | Ganador                                                                 |
| Plata     | 2.ª plaza                                                               |
| Bronce    | 3.ª plaza                                                               |
| Verde     | Finalizó en los puntos                                                  |
| Azul      | Finalizó sin puntos                                                     |
| Azul      | NC - No clasificado                                                     |
| Violeta   | Ret - No terminó (Carrera)                                              |
| Rojo      | DNQ - No se clasificó                                                   |
| Negro     | DSQ - Descalificado                                                     |
| Blanco    | DNS - No empezó (carrera)                                               |
| Blanco    | WD - Retirado (fin de semana)                                           |
| Blanco    | C - Carrera cancelada                                                   |
| Sin color | DNP - Inscrito pero no participó                                        |
| Sin color | INJ - Lesionado                                                         |
| Sin color | EX - Excluido                                                           |
| Estado    | Resultado                                                               |
| Negrita   | Pole position                                                           |
| Cursiva   | Vuelta rápida                                                           |
| †         | Abandona, pero clasifica al completar el porcentaje requerido para ello |